# أعمال الشغب ضد الناتو في آيسلندا 1949

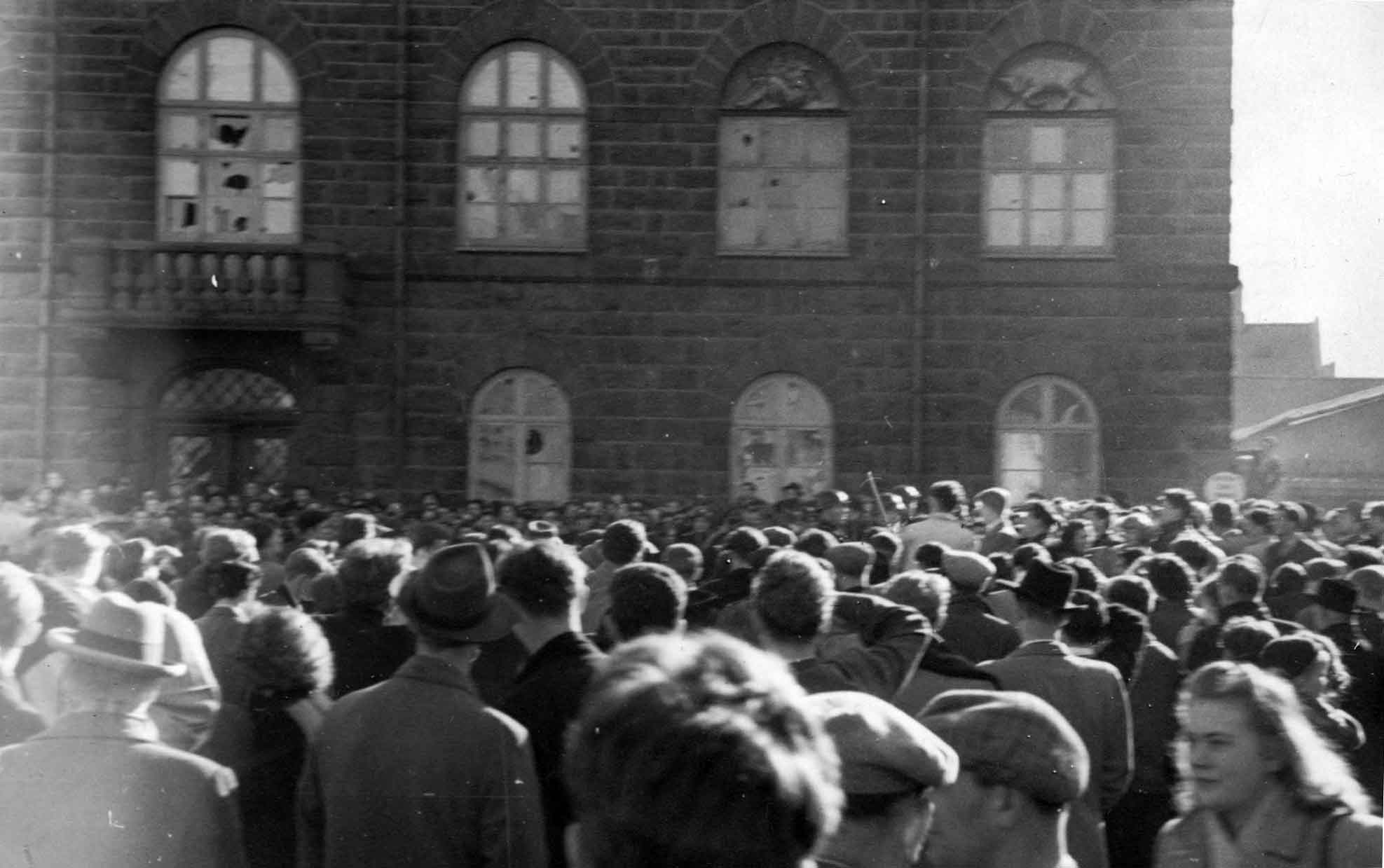
اندلاع القتال بين مؤيدي الحلف والموالين له والشرطة. وقد حطمت بعض نوافذ البرلمان. 30 آذار/مارس 1949.

كان الدافع وراء أعمال الشغب الأيسلندية التي وقعت في 30 آذار/مارس 1949 هو قرار البرلمان الأيسلندي بالانضمام إلى منظمة حلف شمال الأطلسي المشكلة حديثًا، وبالتالي إشراك ايسلندا مباشره في الحرب الباردة، ومعاداة الاتحاد السوفياتي، وإعادة تسليح البلد.
وقد اجتمع المحتجون لأول مره خلف مدرسه في وسط ريكيافيك ثم قاموا بمسيره في اوستوفورور، وهو متنزه صغير امام مبني البرلمان، حيث وضع حشد من الناس انفسهم بين البرلمان والمشاغبين، بهدف الدفاع عنه.
في البداية كان المتظاهرون هادئين، ولكن عندما أعلن أحد الأعضاء البارزين في الحزب الاشتراكي على مكبر الصوت ان زعيم حزبه احتجز كرهينة داخل مبني البرلمان، أصبحت الأمور عنيفة.
ألقيت الحجارة على المبني، وكسر بعضها النوافذ، وكاد احدها ان يصيب رأس رئيس البرلمان، إلى ان تدخلت قوه شرطه ريكيافيك، بمساعده متطوعين من حزب الاستقلال، فضربت المشاغبين وأطلقت في نهاية المطاف قنابل الغاز المسيل للدموع.
لا يوجد تقدير رسمي لعدد المشاركين، ولكن الادله الفوتوغرافية تبين بجلاء ان آلاف الأشخاص كانوا حاضرين.

## عقب الأحداث

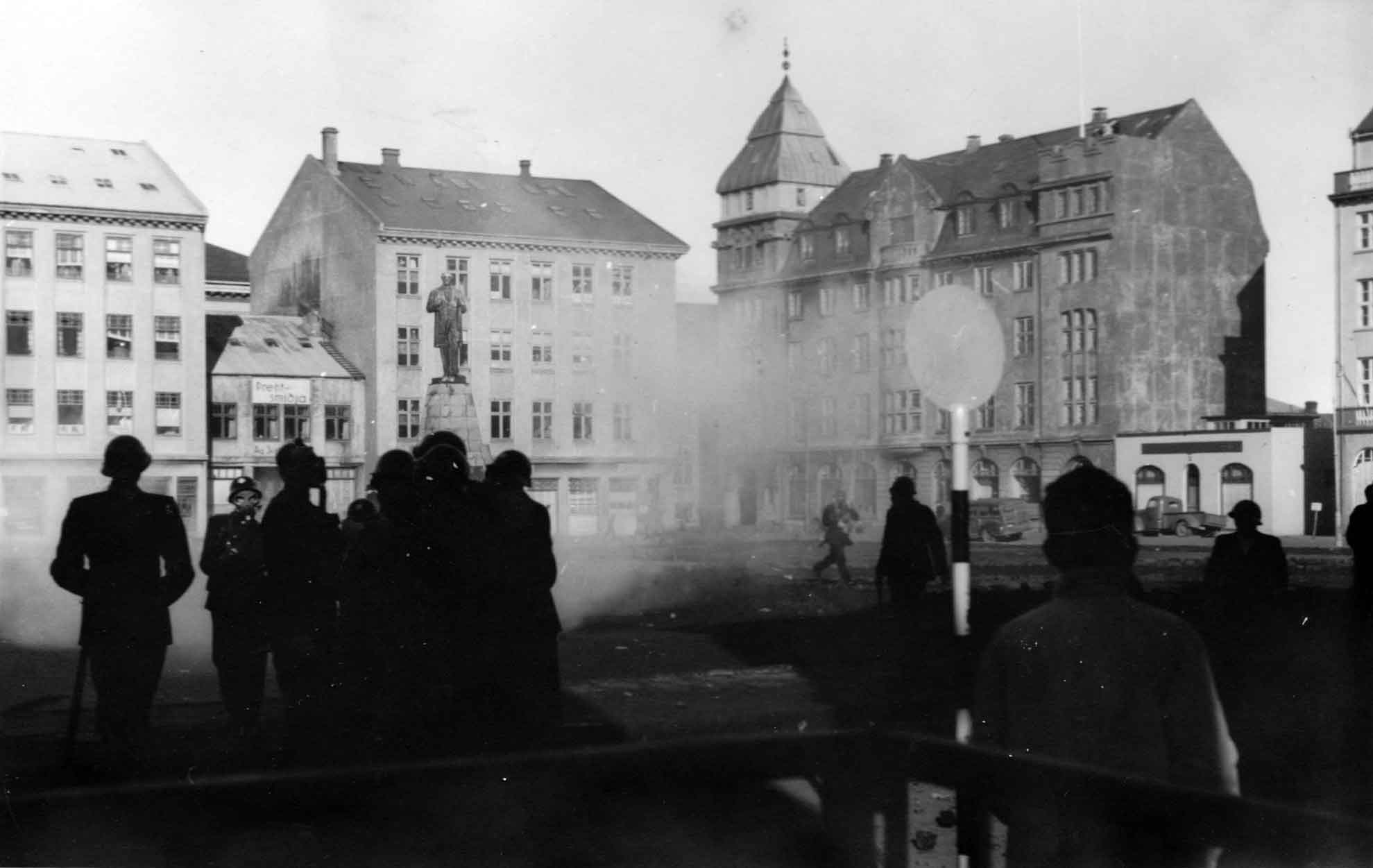
رجال الشرطة في أقنعه الغاز يحرسون اوستوفورور بعد تفريق الحشد بالغاز المسيل للدموع

لقد حجبت تفاصيل هذا الحدث إلى حد كبير بسبب الآراء المتعارضة وعدم الحياد في النقاش. وعلى الرغم من المعارضة العنيفة، فقد أكدت عضوية ايسلندا في منظمة حلف شمال الأطلسي. وبعد هذا الحدث، كانت احتجاجات النشطاء المناهضين للحلف شائعه. ووعدت الأحزاب اليسارية في الخمسينات والستينات بوضع حد لاتفاق الدفاع الثنائي بين الولايات المتحدة وايسلندا ولكنها أسقطت هذه الوعود بعد ان أصبحت جزءا من الائتلافات الحاكمة.
شعار «ايسلندا خارج حلف شمال الأطلسي والجيش للخارج!» (بالانجليزية: Iceland out of NATO and the Army out!) أصبح جزءا من الثقافة الايسلنديه. وفي 1974، اقترحت الحكومة إغلاق قاعده كيفلفيك، ولكن هذا أدى إلى نشوء حمله معارضة جمعت ربع تواقيع السكان، وقد خرجت الحكومة عن السلطة، واستعيض عنها بحكومة مواليه لحلف شمال الأطلسي. وفي 30 أيلول/سبتمبر 2006، سحبت البحرية الامريكيه قوتها العسكرية الاخيره من مطار كيفلفيك.

## معرض الصور

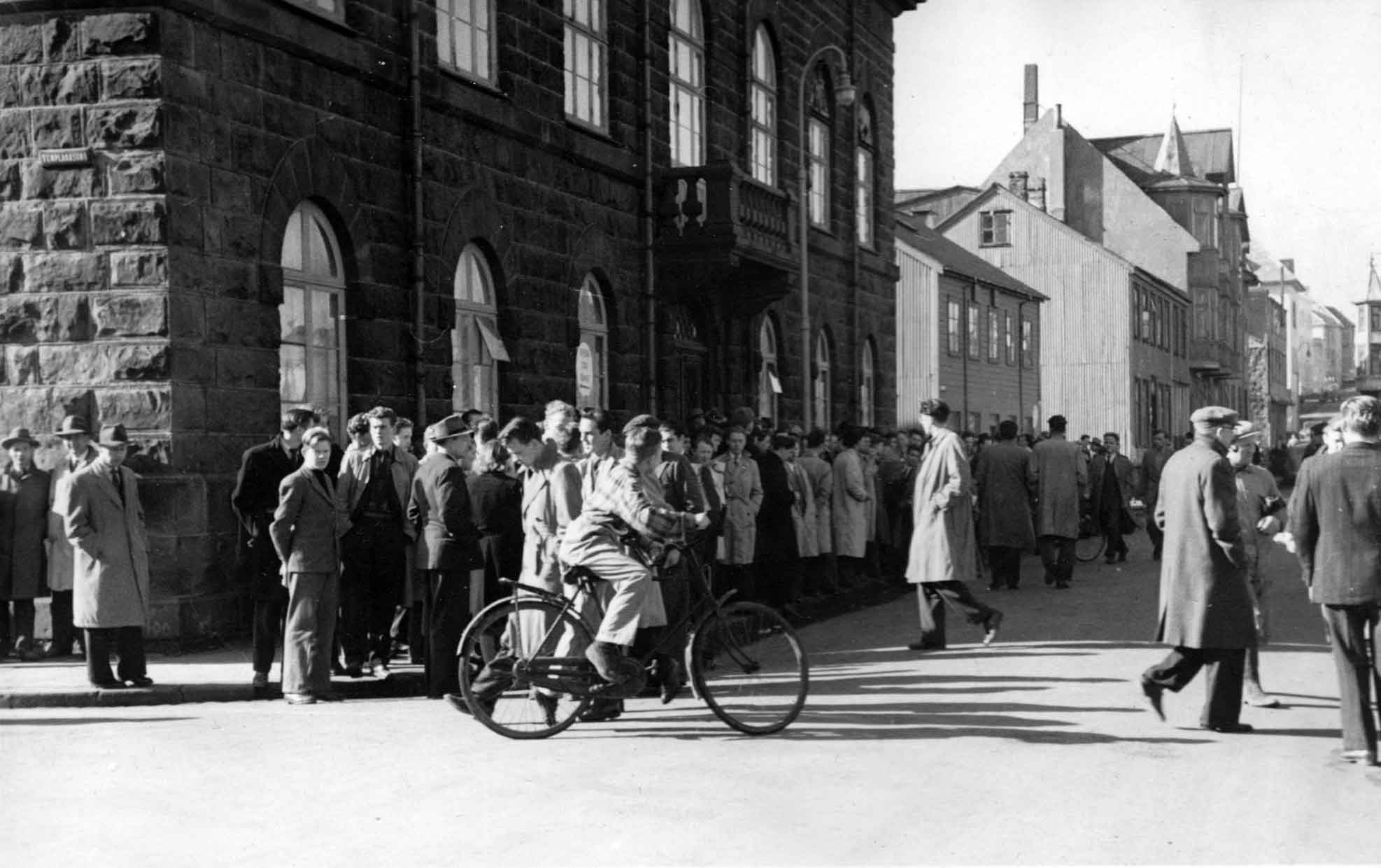
الناس يتجمعون امام البرلمان
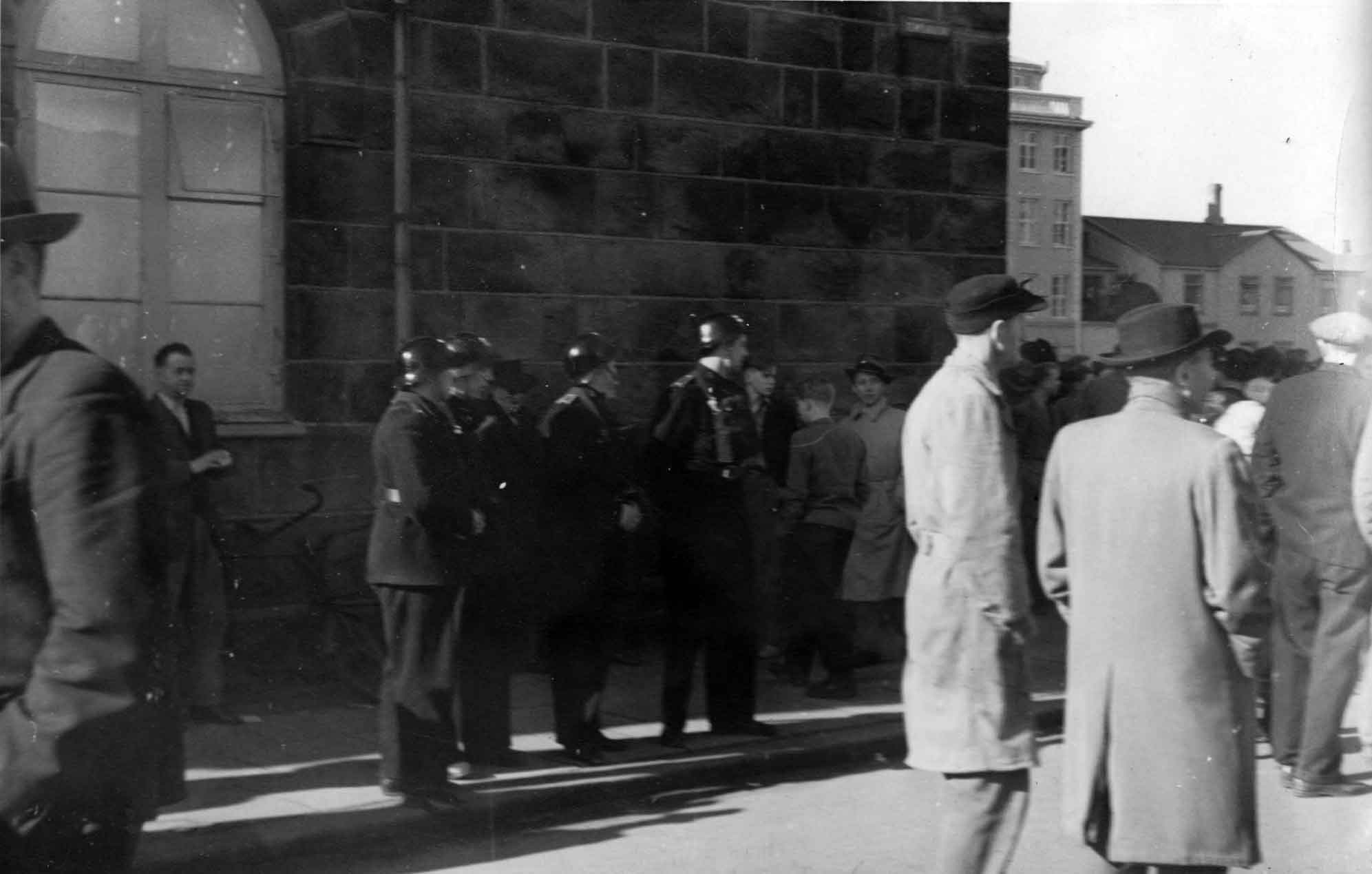
الشرطة تستعد للمتاعب امام البرلمان
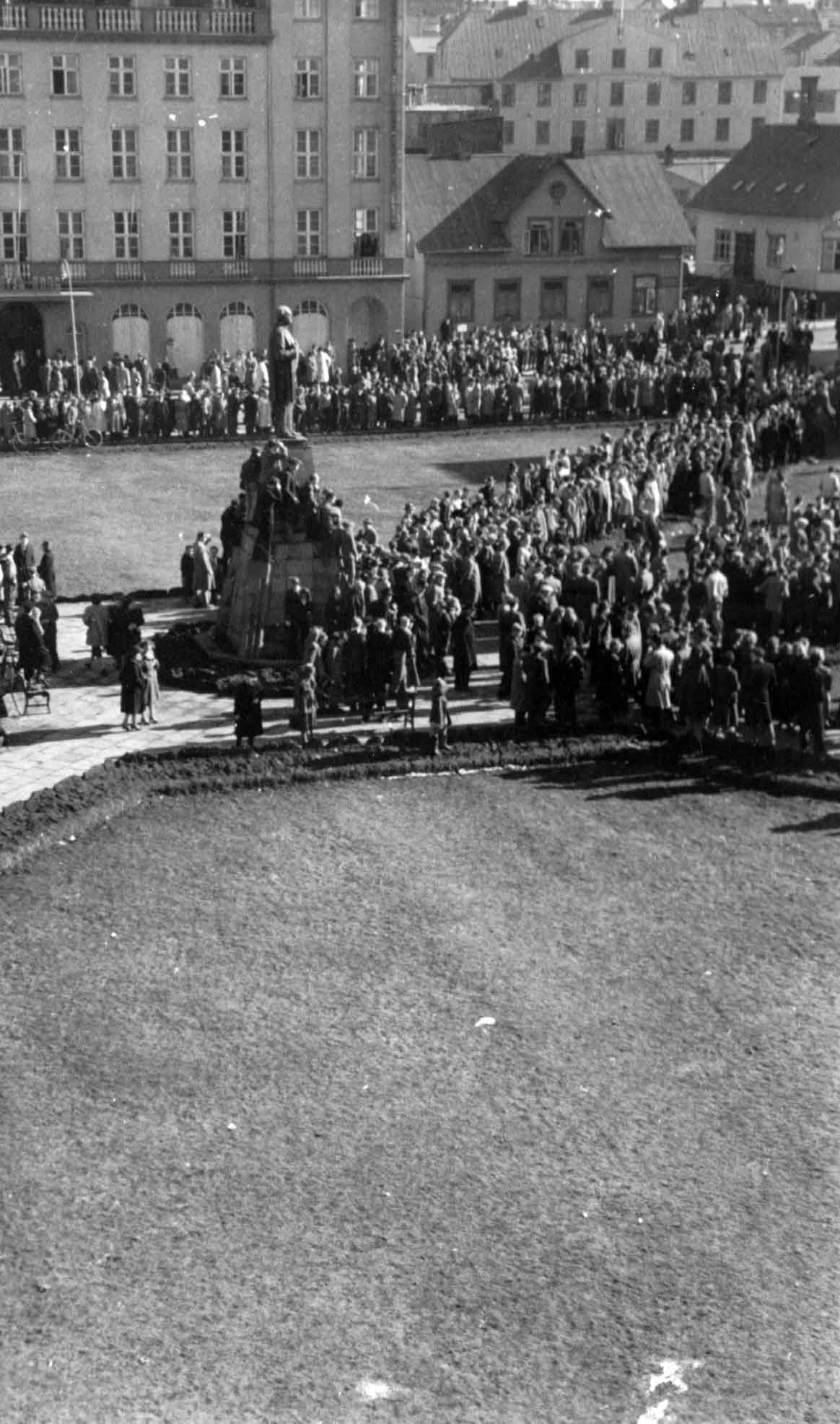
نظره عامه علي اوستوفورور ، امام البرلمان
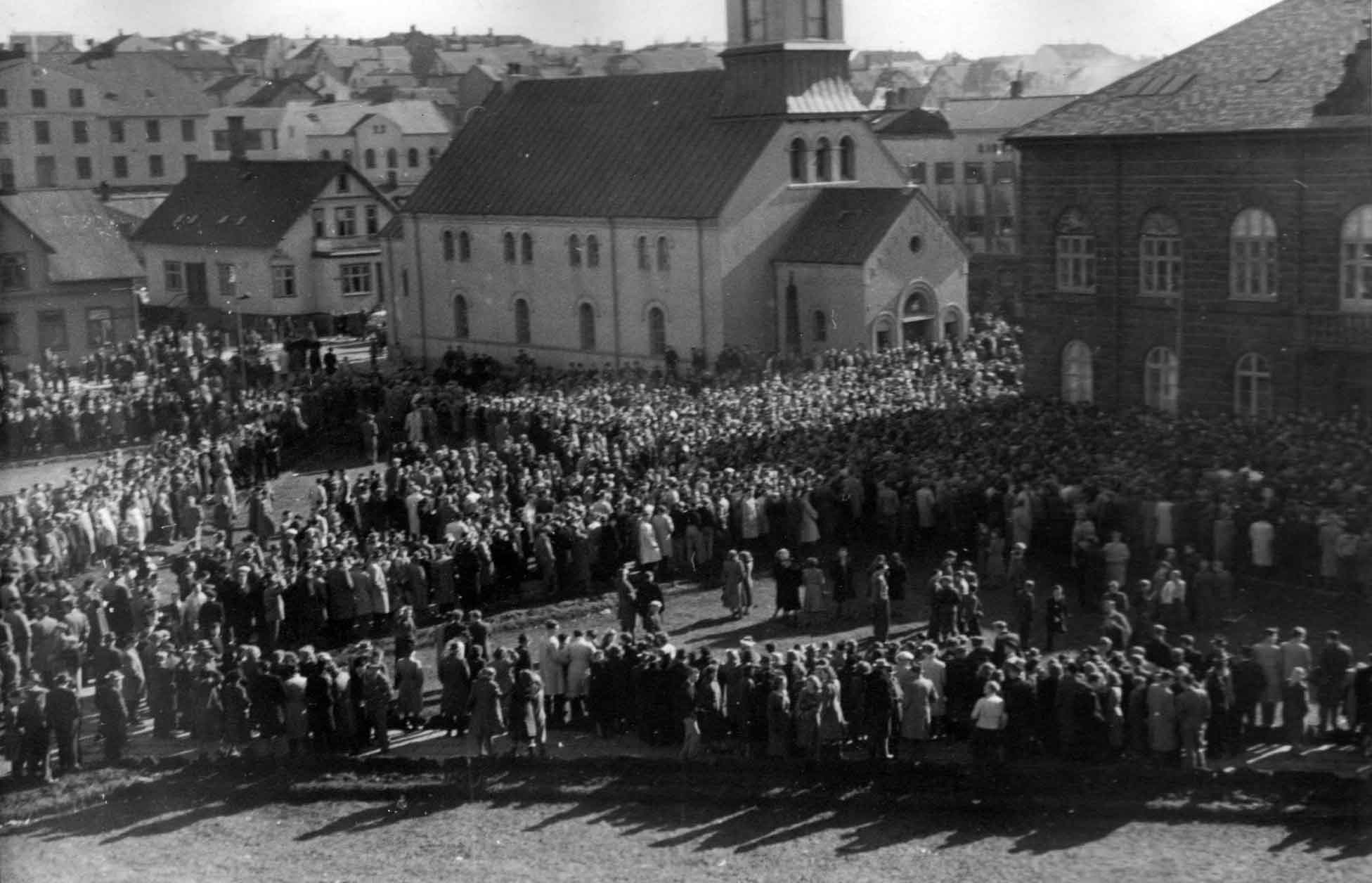
نظره عامه علي اوستوفولور, كاتدرائية ريكيافيك والبرلمان.
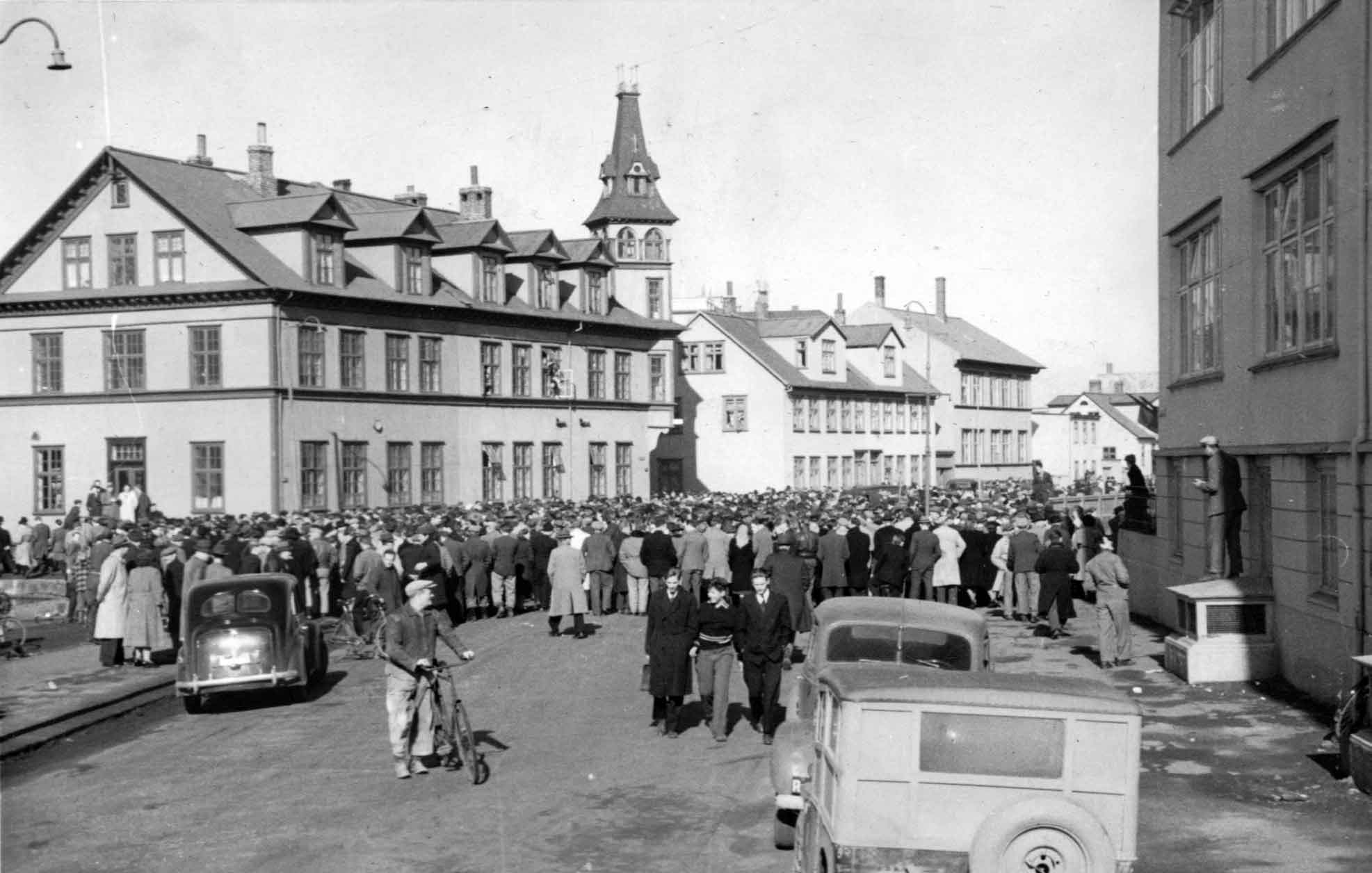
يجتمع الناس للقاء في المدرسة القديمة
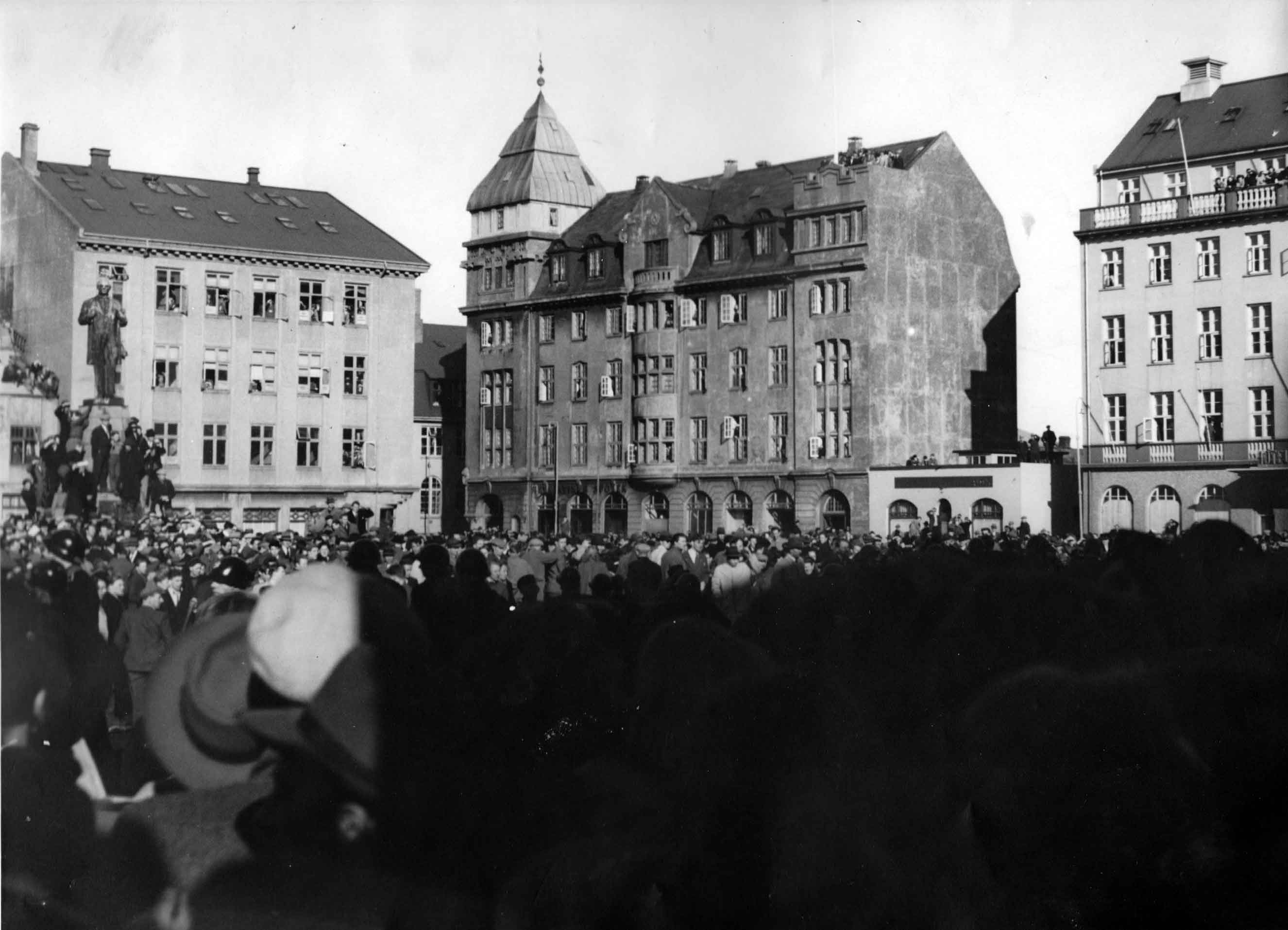
في الحشد امام البرلمان خلال الاحتجاجات ضد الناتو.
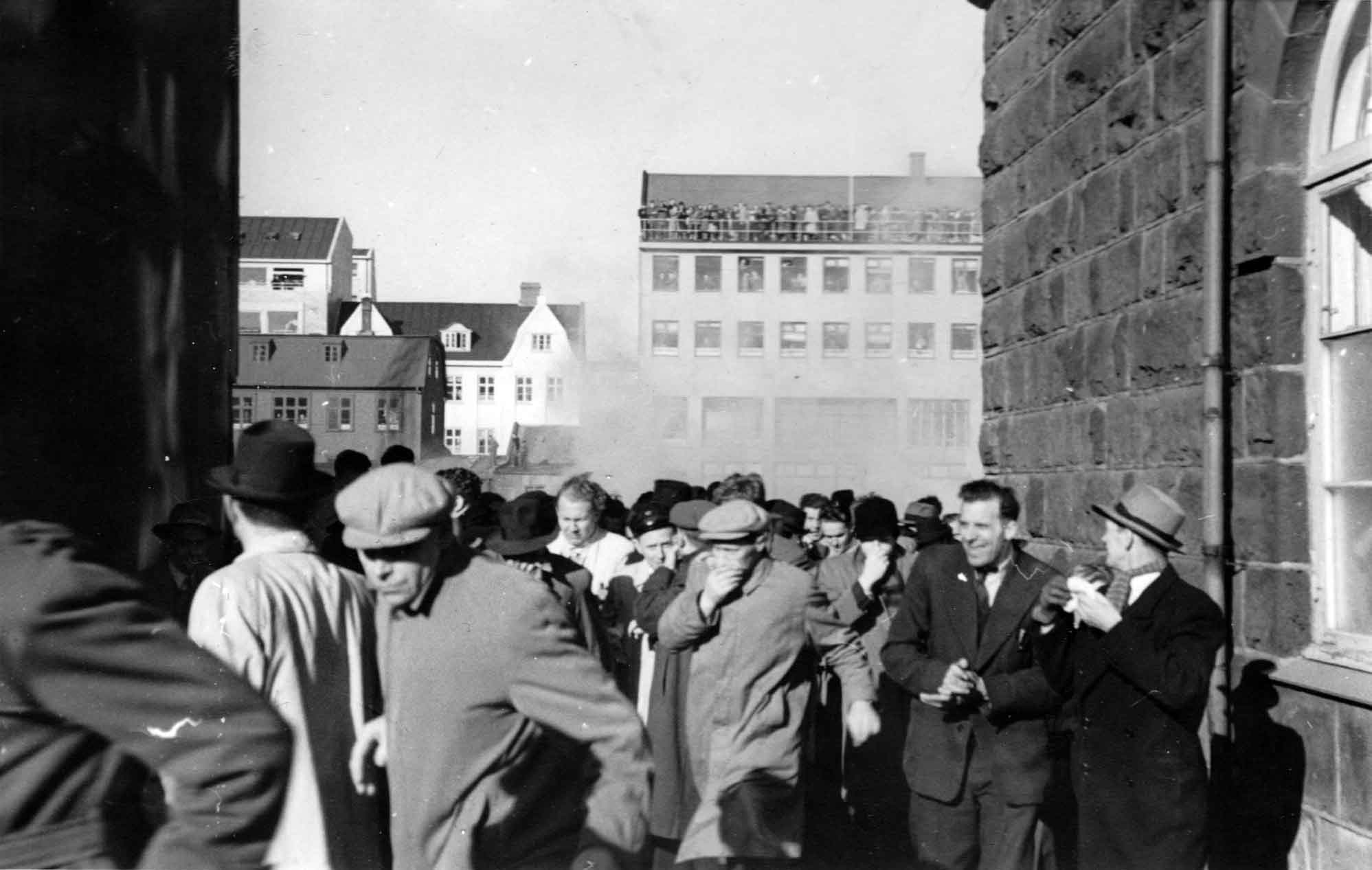
الناس يهربون من الغاز المسيل للدموع الذي أطلقته الشرطة.
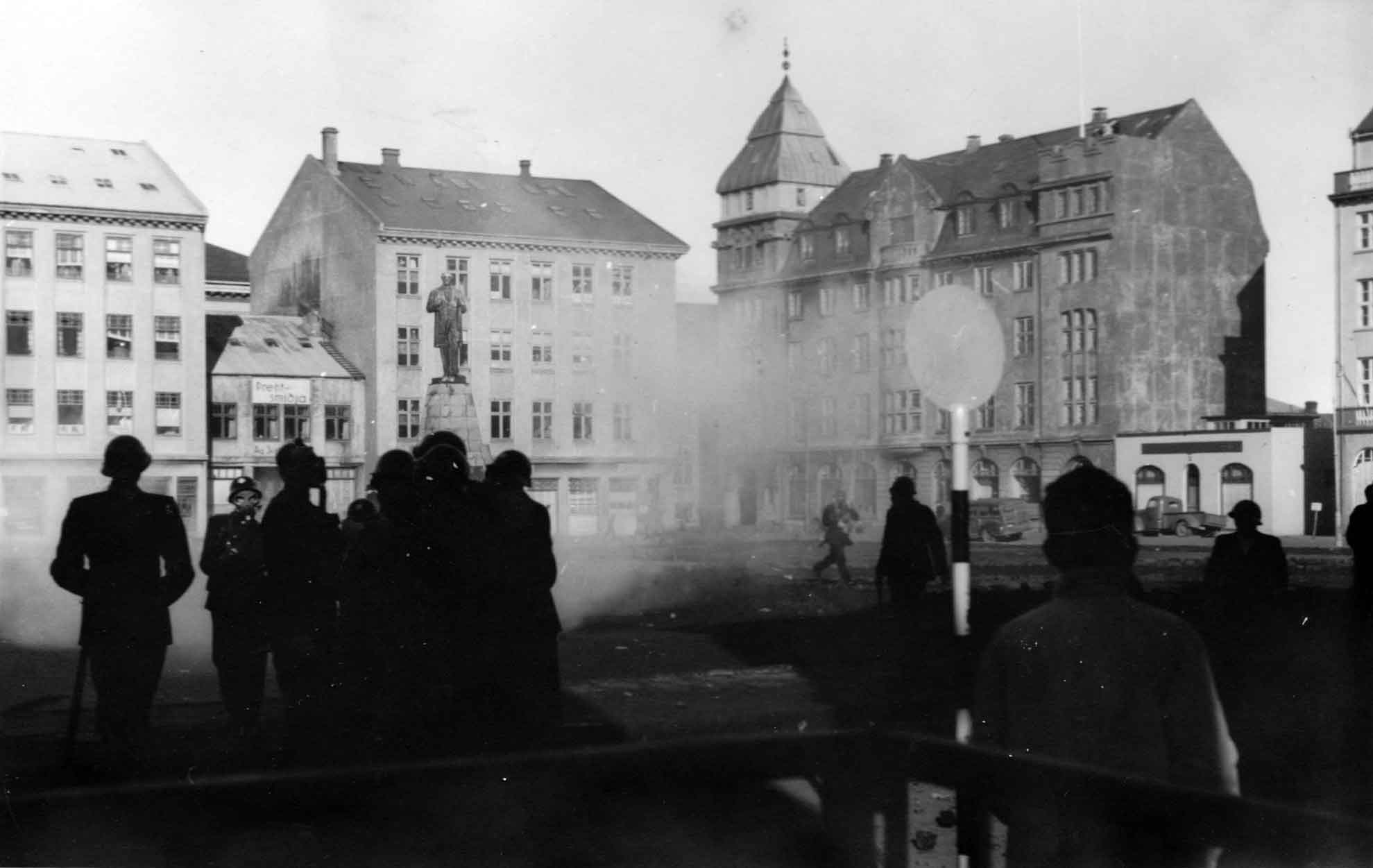
رجال الشرطة في الاقنعه الواقية من الغاز في اوستوفورور بعد تفريق الحشد بالغاز المسيل للدموع.